# 南關東防衛局
南關東防衛局（日语：／ Minami-Kantō bōeikyoku */?）是一隸屬於日本防衛省的地方防衛局。該局於2007年9月1日由橫濱防衛設施局改組而來，負責管轄神奈川縣、山梨縣與靜岡縣等地的地方防衛事務。
南關東防衛局下設橫須賀防衛事務所、座間防衛事務所、吉田防衛事務所、濱松防衛事務所與富士防衛事務所等機關。

## 所轄機關的所在地與管轄區域
- 南關東防衛局（本部）

橫濱市中區北仲通5-57　橫濱第二合同廳舍
管轄神奈川縣、山梨縣與靜岡縣
- 橫須賀防衛事務所

橫須賀市新港町1-8　橫須賀地方合同廳舍
管轄橫須賀市、鎌倉市、逗子市、三浦市與三浦郡
- 座間防衛事務所

大和市鶴間1-13-2
管轄相模原市、秦野市、厚木市、大和市、伊勢原市、海老名市、座間市、南足柄市、綾瀨市、高座郡、中郡、足柄上郡與愛甲郡
- 吉田防衛事務所

富士吉田市上吉田993-2
管轄山梨縣
- 濱松防衛事務所

濱松市中央區中央1-12-4　濱松合同廳舍
管轄靜岡縣（不含富士防衛事務所的管轄區域）
- 富士防衛事務所

御殿場市萩原606
管轄沼津市、熱海市、三島市、富士宮市、伊東市、富士市、御殿場市、下田市、裾野市、伊豆市、伊豆之國市、加茂郡、田方郡、駿東郡與富士郡

## 主要幹部
| 官職名稱       | 階級            | 姓名     | 到任日期      | 前任職務                 |
| -------------- | --------------- | -------- | ------------- | ------------------------ |
| 南關東防衛局長 | 事務官          | 堀地徹   | 2016年7月1日  | 防衛裝備廳裝備政策部長   |
| 次長           | 事務官          | 井口弘之 | 2015年10月1日 | 防衛省地方協力局補償課長 |
| 防衛補佐官     | 1等海佐（上校） | 伊藤進吾 | 2015年8月21日 | 第201教育航空隊司令      |

## 外部連結
- 南関東防衛局（页面存档备份，存于）